# Квіточ
Квіточ — пасажирський залізничний зупинний пункт Харківської дирекції Південної залізниці на електрифікованій лінії Мерефа — Лозова між станціями Лихачове (3 км) та Біляївка (12 км). Розташований на півдні міста Златопіль Лозівського району Харківської області, біля колишнього підприємства «Хімпром».

## Пасажирське сполучення
На платформі Квіточ зупиняються приміські електропоїзди сполученням  Харків — Лозова / Гусарівка.